# Mercedes-Benz OM656
La sigla Mercedes-Benz OM656 indica un motore diesel prodotto a partire dal 2017 dalla Casa tedesca Mercedes-Benz.

## Caratteristiche e versioni
Questi motore, destinato a sostituire gradualmente l'unità OM642, fa parte di una famiglia di motori modulari progettati con lo scopo di condividere il massimo numero possibile di componenti, anche a fronte di frazionamenti differenti. Infatti, di questa famiglia fanno parte motori a 4 e a 6 cilindri, a gasolio e a benzina, tutti progettati per ottenere la massima condivisione possibile di componenti, in maniera tale da abbattere i costi di produzione. Uno dei più evidenti aspetti in comune con gli altri motori modulari Mercedes-Benz sta nella cilindrata unitaria, pari a circa 500 cm3, anche se non risulta perfettamente identica per tutti i motori di questa famiglia.

### Particolarità tecniche
La prima e più evidente particolarità tecnica introdotta dal motore OM656 (e dal suo omologo a benzina, ossia il motore M256, che ha debuttato in contemporanea) sta nell'architettura del motore stesso. Si tratta infatti di un motore a 6 cilindri in linea, al contrario del suo predecessore, che era invece un motore V6. Anche tale soluzione è stata adottata per contenere i costi di produzione. Il motore OM656 è un motore che unisce l'impiego di lega di alluminio per il monoblocco e la testata a quello dell'acciaio per i pistoni. Le canne cilindri sono realizzate mediante la cosiddetta tecnologia Nanoslide, che consiste nello spruzzare un mix di ferro e carbonio allo stato fuso nelle pareti interne dei cilindri, in modo da creare una superficie assai liscia e con attriti molto ridotti.
Rispetto al motore M256 con cui è strettamente imparentato, il motore OM656 è caratterizzato dall'alesaggio ridotto di un millimetro, e cioè da 83 ad 82 mm, mentre la corsa rimane invariata a 92,4 mm. Ciò porta all'ottenimento di una cilindrata complessiva di 2927 cm3, mentre il corrispondente 6 cilindri a benzina arriva a 2999 cm3.
Rimane sempre invariato, anche se ulteriormente perfezionato, il sistema di alimentazione ad iniezione diretta con tecnologia common rail, mentre per quanto riguarda la sovralimentazione, essa è affidata a due turbocompressori più un intercooler. Per ottimizzare la combustione del gasolio all'interno dei cilindri, le camere di scoppio sono state ridisegnate specificamente in maniera tale da ridurre le sollecitazioni termiche nei punti più critici.
Per quanto riguarda la gestione dei gas di scarico, accanto al consueto catalizzatore ed al consueto filtro antiparticolato si trovano il sistema di iniezione dell'additivo AdBlue e due sistemi di ricircolo dei gas, uno ad alta pressione ed uno a bassa pressione.

### Riepilogo caratteristiche
Riassumendo, queste sono le caratteristiche del motore OM656:
- architettura a 6 cilindri in linea;
- monoblocco e testata in lega di alluminio;
- alesaggio e corsa: 82 x 92,4 cm3;
- cilindrata: 2927 cm3;
- distribuzione a doppio asse a camme in testa;
- testata a 4 valvole per cilindro;
- alimentazione ad iniezione diretta common rail;
- sovralimentazione mediante due turbocompressori più un intercooler;
- rapporto di compressione: 15,5:1;
- albero a gomiti su sette supporti di banco.

### Prestazioni ed applicazioni
Il motore OM656 ha debuttato in due livelli di potenza sotto il cofano della Classe S W222 restyling, prodotta a partire dal maggio del 2017 e commercializzata a partire dal mese di luglio. Eccone le caratteristiche dal punto di vista prestazionale, nonché le relative applicazioni:
| Motore OM656   |                |                |                                                   |                    |
| Variante       | Potenza CV/rpm | Coppia Nm/rpm  | Applicazioni                                      | Anni di produzione |
| OM656D29 R SCR | 272/4600       | 600/ 1200-3200 | Mercedes-Benz GLE 350 d 4MATIC V167               | dal 12/2018        |
| OM656D29 R SCR | 272/4600       | 600/ 1200-3200 | Mercedes-Benz GLE 350 d Coupé 4MATIC C167         | dall'11/2019       |
| OM656D29 R SCR | 286/ 3400-4600 | 600/ 1200-3200 | Mercedes-Benz CLS 350 d 4MATIC C257               | 01/2018-06/2020    |
| OM656D29 R SCR | 286/ 3400-4600 | 600/ 1200-3200 | Mercedes-Benz E 350 d W213                        | 09/2018-06/2020    |
| OM656D29 R SCR | 286/ 3400-4600 | 600/ 1200-3200 | Mercedes-Benz E 350 d Coupé e Cabriolet C238/A238 | 11/2018-06/2020    |
| OM656D29 R SCR | 286/ 3400-4600 | 600/ 1200-3200 | Mercedes-Benz S 350 d W222                        | 05/2017-06/2020    |
| OM656D29 R SCR | 286/ 3400-4600 | 600/ 1200-3200 | Mercedes-Benz S 350 d W223                        | dal 12/2020        |
| OM656D29 R SCR | 286/ 3400-4600 | 600/ 1200-3200 | Mercedes-Benz GLS 350 d 4MATIC X167               | dal 10/2019        |
| OM656D29 R SCR | 286/ 3400-4600 | 600/ 1200-3200 | Mercedes-Benz G 350 d W463                        | dal 07/2019        |
| OM656D29 SCR   | 330/ 3400-4600 | 700/ 1200-3200 | Mercedes-Benz GLS 400 d X167                      | dal 10/2019        |
| OM656D29 SCR   | 330/ 3400-4600 | 700/ 1200-3200 | Mercedes-Benz G 400 d                             | dal 07/2019        |
| OM656D29 SCR   | 330/ 3600-4200 | 700/ 1200-3200 | Mercedes-Benz S 400 d W223                        | dal 12/2020        |
| OM656D29 SCR   | 330/4200       | 700/ 1200-3000 | Mercedes-Benz GLE 400 d 4MATIC V167               | dal 12/2018        |
| OM656D29 SCR   | 330/4200       | 700/ 1200-3000 | Mercedes-Benz GLE 400 d Coupé C167                | dall'11/2019       |
| OM656D29 SCR   | 330/4200       | 700/ 1200-3200 | Mercedes-Benz E 400 d 4MATIC W213                 | dal 06/2020        |
| OM656D29 SCR   | 330/4200       | 700/ 1200-3200 | Mercedes-Benz E 400 d Coupé / Cabriolet C238/A238 | dal 06/2020        |
| OM656D29 SCR   | 330/4200       | 700/ 1200-3200 | Mercedes-Benz CLS 400 d 4MATIC C257               | dal 06/2020        |
| OM656D29 SCR   | 330/4200       | 700/ 1200-3200 | Mercedes-Benz GLC 400 d X253/C253                 | dal 07/2019        |
| OM656D29 SCR   | 340/ 3600-4400 | 700/ 1200-3200 | Mercedes-Benz E 400 d W213                        | 05/2018-06/2020    |
| OM656D29 SCR   | 340/ 3600-4400 | 700/ 1200-3200 | Mercedes-Benz E 400 d Coupé e Cabriolet C238/A238 | dal 05/2018        |
| OM656D29 SCR   | 340/ 3600-4400 | 700/ 1200-3200 | Mercedes-Benz CLS 400 d 4MATIC C257               | 01/2018-06/2020    |
| OM656D29 SCR   | 340/ 3600-4400 | 700/ 1200-3200 | Mercedes-Benz S 400 d W222                        | 05/2017-06/2020    |